# Kleinsierndorf
Kleinsierndorf ist eine Ortschaft und eine Katastralgemeinde in der Marktgemeinde Nappersdorf-Kammersdorf im Bezirk Hollabrunn in Niederösterreich. Die Ortschaft hat 36 Einwohner (Stand 1. Jänner 2024). Bis Ende 1967 war Kleinsierndorf eine eigenständige Gemeinde.

## Geografie
Kleinsierndorf liegt südlich von Dürnleis und Kammersdorf und nördlich der Ortschaft Kleinkadolz in der Stadtgemeinde Hollabrunn. Es ist die kleinste Ortschaft der Marktgemeinde Nappersdorf-Kammersdorf und ein sogenanntes Sackgassendorf.

## Geschichte
Für das 1261 genannte Syrendorf wurde ein slawischer Personenname angenommen. Im Hochmittelalter stand der Ort im Besitz der Kadolten von Seefeld. Mit einer Schenkung der Herren von Ottenstein ging der Ort an das Stift Zwettl und weiter durch Verkauf an die Seefelder Kuenringer und blieb bis 1848 im Besitz der Herrschaft Kadoltz.
Laut Adressbuch von Österreich waren im Jahr 1938 in der Ortsgemeinde Kleinsierndorf eine Viktualienhändlerin und einige Landwirte ansässig.
Mit dem 1. Jänner 1968 wurde im Zuge der Niederösterreichischen Kommunalstrukturverbesserung die bis dahin selbständige Gemeinde nach Kammersdorf eingemeindet.